# Конобеевский район
Конобеевский район — административно-территориальная единица в составе Рязанской области РСФСР, существовавшая в 1944—1956 годах. Административный центр — село Лесное Конобеево.

## История
Конобеевский район был образован 1 марта 1944 года в составе Рязанской области из части территории Шацкого района.
По данным 1945 года район включал 20 сельсоветов: Алеменевский, Боголюбовский, Желановский, Завидовский, Кермисненский, Краснохолмский, Лесно-Конобеевский, Лесно-Ялтуковский, Львовский, Марьинский, Николаевский, Парсатский, Польно-Конобеевский, Польно-Ялтуковский, Сергиевский, Спасский, Старо-Черневвский, Токаревский, Шариковский и Эммануиловский.
5 апреля 1956 года Конобеевский район был упразднён, а его территория передана в Шацкий район.